# Пучина (издательство)

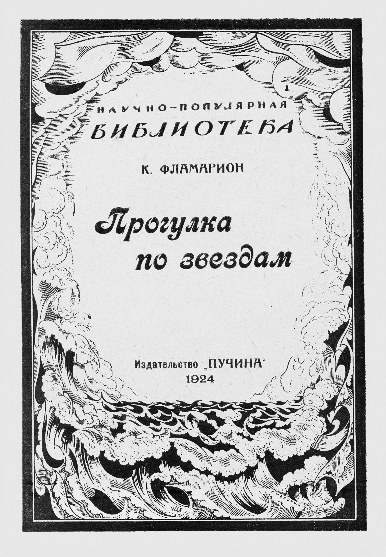
К. Фламмарион. Прогулка по звездам. Петроград, 1924

«Пучина» (1923—1930) — частное издательство художественной и научно-популярной литературы, учреждённое в 1923 году Каролиной Михайловной Гейн (1876—1942) и её дочерьми — Леонорой Германовной Гейн-Матушак (1895—1989) и Эрной Германовной Гейн-Миновицкой (1896—1966). 
С 1915 года семья проживала в Петрограде (ул. Широкая, дом 48, кв. 14). 
Впоследствии в Москве делами издательства занималась только Э. Г. Миновицкая. 
Предприятие было упразднено в 1930 году.

## История
В Петрограде-Ленинграде в первые годы работы издательства была сформирована программа, утвержден логотип и выпущено всего около 10 изданий. В 1925 году из-за переезда семьи в Москву на Маросейку туда же было  переведено и издательство (склад предприятия, судя по рекламе, находился на Петровских линиях, 1/20).
Известный мастер книжной графики художник Сергей Чехонин разработал логотип предприятия и оформил несколько книжных обложек. С издательством также сотрудничали мастера книжной  иллюстрации Валериан Щеглов, Константин Елисеев, Михаил Либаков и другие советские художники.
Издательство отличалось размахом своей деятельности. В нём выходили новинки русской и зарубежной художественной приключенческой литературы и научные бестселлеры. В частности,  здесь впервые были опубликованы романы Владимира Обручева «Земля Санникова» (1926) и «Золотоискатели в пустыне» (1928).
В 1925 году «Пучина» выпустила запрещённую книгу Ильи Эренбурга «Шесть повестей о лёгких концах», сменив на обложке только заглавие. Подмена была замечена, книга была вторично запрещена, а тираж конфискован.
По каталогу 1928 года издательство «Пучина» за пять лет выпустило более 60 книг.
Предприятие было закрыто в 1930 году.

## Ссылки

Первое издание книги Владимира Обручева «Земля Санникова». Москва, 1926

Илья Эренбург «Шесть повестей о легких концах» под обложкой книги «Акционерное общество Меркюр де Рюсси»

Реклама с адресом склада издательства «Пучина» в Москве. 1927